# Nor Yerznka
Nor Yerznka es una localidad del raión de Nairi, en la provincia de Kotayk, Armenia, con una población censada en octubre de 2011 de 1628 habitantes. 
Se encuentra ubicada al oeste de la provincia, a poca distancia al norte de Ereván y al este de la frontera con la provincia de Aragatsotn.